# Paracotalpa rubripennis
Paracotalpa rubripennis är en skalbaggsart som beskrevs av Thomas Casey 1915. Paracotalpa rubripennis ingår i släktet Paracotalpa och familjen Rutelidae. Inga underarter finns listade i Catalogue of Life.